# Xoriguer vulpí
El xoriguer vulpí (Falco alopex) és un ocell rapinyaire de la família dels falcònids (Falconidae) que habita zona afrotròpica al nord de la línia equatorial. El seu estat de conservació es considera de risc mínim.

## Morfologia
- És un xoriguer gran i esvelt, amb ales i cua llargues i estretes. Fa 32-38 cm de llargària amb una envergadura de 76-88 cm i un pes de 250-300 grams. La femella és una mica major que el mascle
- Plomatge vermellós per sobre i per sota, amb ratlles negres. La cua amb fines ratlles negres, mentre les plomes de vol de les ales són fosques sense ratlles.
- La cara inferior de les ales és pal·lida i contrasta amb el cos més fosc.
- Iris groc-marró. Potes pàl·lides.

## Hàbitat i distribució
Zones rocoses d'Àfrica subsahariana, des de Mauritània, Senegal, Gàmbia, sud de Mali, Burkina Faso, Guinea, Sierra Leone, Libèria, cap a l'est, a través de Togo, Nigèria, nord de Camerun i la República Centreafricana fins d'Etiòpia, Eritrea, nord d'Uganda, nord-oest de Kenya i Tanzània.